# Gilles Christol

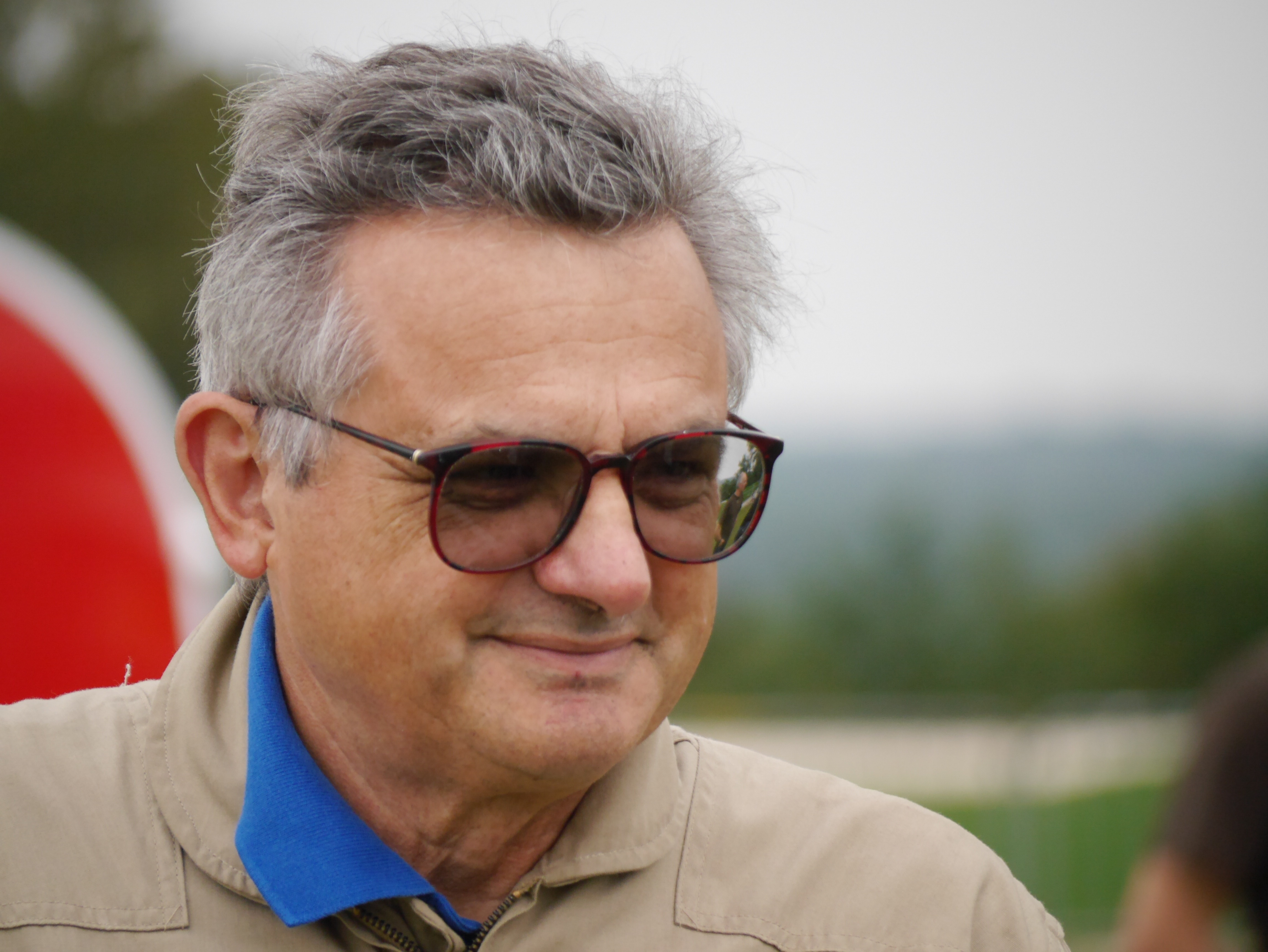
Gilles Christol im Jahr 2013

Gilles Christol (* 1943) ist ein französischer Mathematiker, der sich mit p-adischer Analysis befasst.
Christol studierte in Paris, war ab 1966 Mitglied des zahlentheoretischen Seminars von Hubert Delange, Georges Poitou und Charles Pisot und wurde 1977 bei Pisot promoviert (Limites uniformes p-adiques des fonctions algèbriques) Er leitete mit Yvette Amice und Philippe Robba ab Mitte der 1970er Jahre ein Seminar über p-adische Analysis (Groupe de travail d’analyse ultramétrique) am Institut Henri Poincaré. Er war Professor am Institut Mathématiques de Jussieu der Pariser Universitäten VI und VII.
Er befasst sich mit p-adischer Analysis und setzte die von Robba entwickelte Theorie p-adischer Differentialgleichungen fort (teilweise in Zusammenarbeit mit Zoghman Mebkhout).

## Schriften
- D. B. Parent[2]: Exercises de théorie des nombres. Gauthier-Villars, Paris 1978, ISBN 2-04-010200-0.
- Modules différentiels et équations différentielles {\displaystyle p}-adiques (= Queen’s Papers in Pure and Applied Mathematics. 66, ISSN 0079-8797). Queen’s University, Kingston 1983.
- p-adic numbers and ultrametricity. In: Michel Waldschmidt, Pierre Moussa, Jean-Marc Luck, Claude Itzykson (Hrsg.): From Number Theory to Physics. (Lectures given at the Meeting „Number Theory and Physics“, held at the „Centre de Physique“, LesHouches, France, March 7–16, 1989). Springer, Berlin u. a. 1992, ISBN 3-540-53342-7, S. 440–475, doi:10.1007/978-3-662-02838-4_9.
- mit Philippe Robba: Equations différentielles {\displaystyle p}-adiques. Application aux sommes exponentielles. Hermann, Paris 1994, ISBN 2-7056-6231-8.
- mit Anne Cot, Charles-Michel Marle: Topologie. Ellipses, Paris 1997, ISBN 2-7298-5671-4.

Mit Christian Houzel und Roshdi Rashed ist er auch Herausgeber und Kommentator einer Neuausgabe der zahlentheoretischen Arbeiten von Pierre de Fermat nach Paul Tannery (Paris: Blanchard 1999).